# Jesus Franco & the Drogas
I Jesus Franco & the Drogas sono un gruppo di musica proto-punk e garage punk Italiano, i cui membri vengono dalla provincia di Ancona.

## Storia del gruppo

### Formazione e primo album
Il gruppo nasce a Jesi nel 2006 dalla collaborazione di membri già precedentemente impegnati in altri progetti: Andrea Carbonari, già Guinea Pig, Nicola Amici dei Butcher Mind Collapse, Marco Giaccani dei Lush Rimbaud, Michele Prosperi ex batterista degli EGO, gruppo a cui appartenevano membri dei Laundrette e poi Andrea Refi alla voce, già grafico ed autore di numerose copertine del rock indipendente italiano..
Nel 2007 rilasciano l'autoproduzione Demo, che vedeva 5 brani, 3 dei quali riproposti nel primo album pubblicato per la Bloody Sound Fucktory con il titolo Get Free or Die Tryin. L'album presentava una miscela di sonorità tra rock and roll/garage punk ed hardcore punk tutto eseguito con un'attitudine da revival unita alla potenza del noise rock e ad un certo gusto per l'immaginario da B-movies. Nel tour che seguì va menzionato il festival Prima che arrivi la polizia, organizzato nelle ex-carceri di Jesi dalla associazione Valvolare, che fu uno degli eventi simbolo della scena marchigiana dei primi anni 2000. Il loro brano Kaifa's Scream fu poi inserito nell'album compilazione Brigadisco 1 - Poliuterano (Brigadisco, 2008), che li vedeva assieme a band come Monkey Island, Dadamatto, Lush Rimbaud, Movie Star Junkies, R.U.N.I., Chewingum, Bob Corn e Mattia Coletti.

### Jesus Tango and the Satan Drogas
Nel 2009, durante gli innumerevoli concerti in giro per la penisola, i Jesus Franco & the Drogas conoscono i Satantango di Lodi, inaugurando con loro una sorta di supergruppo chiamato Jesus Tango and the Satan Drogas che porterà poi alla realizzazione dell'omonimo album. Se nella prima parte del disco i Satan Tango avevano realizzato i testi e le liriche in una rivisitazione tra rock and roll e blues rock, nella seconda si sente la prevalenza dell'attitudine garage punk dei Drogas. Tra i brano non va dimenticata la cover di Crazy Baby degli Steel Tips.

### DaAlien PeyoteaNo(w) Future
Dopo questa digressione, la band sviluppa nuove sonorità in un percorso fatto di un'intensa attività concetristica tra rock and roll umoristico ed attitudine punk rock.
Ma fu questo anche un periodo di problematici cambi di formazione: Prima Nicola Amici lasciò la band per andare a formare i Lebowski, e poi il chitarrista Marco Giaccani fu sostituito da Alessandro “Clipper” Fiordelmondo, già negli A.N.O.. Fu con questa formazione che la band entrò in studio con David Lenci come produttore artistico per realizzare il loro Alien Peyote, un album che vedrà l'uscita il 14 settembre 2014 su Bloody Sound Fucktory. Proprio a causa dell'assenza del bassista, il suono dell'album appare ora spostato sulle frequenze medie, con il risultato di sonorità più decisamente psichedeliche ed aperte. Anche grazie a queste qualità, Alien Peyote venne allora considerato se non l'album della loro consacrazione, almeno il loro migliore fino ad allora.
Nel 2016 i Jesus Franco & the Drogas confezionano il loro EP Damage Reduction (Bloody Sound Fucktory) si prende ancor più consapevolezza dell'approccio psichedelico della band tra blues punk, noise rock e sprazzò di space rock dal sapore teutonico.
Nel 2019 esce il loro No(w) Future (Bloody Sound Fucktory) che, in un gioco di parole tra "futuro adesso" e "nessun futuro" lascia presagire le sonorità, questa volta fattesi insieme più orecchiabili e più oscure: senza tralasciare quello stile retro che li caratterizza da sempre, i Jesus Franco & the Drogas sembrano qui aver abbandonato quello stile desertico che li caratterizzava per approdare ad un suono più urbano.
Dopo il tour che seguì l'album e la partecipazione alla compilazione Adriatic Ghost Sounds Vol.1 (Araghost Records, 2019), i Jesus Franco & the Drogas interrompono l'attività concertistica entrando in una pausa che durerà per anni.

## Componenti
- Andrea Refi: Voce
- Andrea Carbonari: Chitarra
- Alessandro Fiordelmondo: Chitarra
- Michele Prosperi: Batteria

## Produzioni

### Album
- 2008 – Get Free or Die Tryin, CD, Bloody Sound Fucktory, Escape From Today bloody007, Italia
- 2014 – Alien Peyote, CD, Bloody Sound Fucktory bloody040, Italia
- 2019 – No(w) Future, CD, Bloody Sound Fucktory bloody067, Italia

### EP e singoli
- 2010 – Jesus Tango And The Satan Drogas, , Bloody Sound Fucktory, Brigadisco, A Shame, Lemming Records, Valvolare Records bloody014, Italiacon i Satantango
- 2016 – Damage Reduction, , Bloody Sound Fucktory bloody052, Italia

### Compilazioni
- 2008 – Brigadisco 1 - Poliuterano, CD, Brigadisco BRG001, Italia con il brano Kaifa's Scream
- 2019 – Adriatic Ghost Sounds Vol.1, CD, Araghost Records ARA008, Italia con il brano El Paso